# Grupo Lemminkäinen
El Grupo Lemminkäinen es una compañía pública finesa multinacional, fundada en 1910 en Helsinki, que se mueve en los campos de la construcción industrial y la ingeniería a nivel internacional, sobre todo en torno al Báltico y en África. Se ha desarrollado en cuatro materias o sectores de mercado: ingeniería civil, contratación para edificación, servicios tecnológicos en edificios y materiales industriales para edificación, con sendas empresas subsidiarias.
La empresa lleva el nombre de una figura mitológica propia de Finlandia: Lemminkäinen. Permanece en la OMX Nordic Exchange Helsinki desde que fue listada por primera vez en 1985.
En 2006 recibió más de 1796 millones de euros, de los cuales obtuvo un beneficio 108 millones. En 2007 alcanzó los 2200 millones.

## Historia
En 1910 Asfaltti Osakeyhtiö Lemminkäinen funda en Helsinki un grupo formado por maestros constructores, como una compañía que se limitaba a protecciones contra el agua, asfaltos y láminas bituminosas en las calles de la capital finesa. Su nombre mitológico local le valió una rápida difusión en Finlandia, entonces un "ducado autónomo" englobado dentro del Imperio ruso.
La compañía añadió en 1911 otros productos muy concretos a su haber. En 1912 la compañía había generado cerca de 250.000 marcos fineses (unos 800.000 euros). Desde 1914 hasta 1916, con los problemas derivados de la Primera Guerra Mundial, la compañía entró en crisis, pero con la independencia de Finlandia ese mismo año empezó a abrir sus horizontes, expandiéndose por el territorio nacional. En 1920 la empresa había abierto una fábrica en los años 30 había conseguido buenos niveles en investigación y desarrollo de asfaltos. Empezó a producir el suyo propio y a pavimentar carreteras. Al acabar la Segunda Guerra Mundial Lemminkäinen fue asumiendo progresivamente el puesto líder del mercado finés de asfalto. 

En los años 50 la compañía creó una nueva fábrica en Lohja, y la producción fue trasladada de Helsinki a Tuusula en la década de los '60. En esta época Lemminkäinen empezó a ocuparse de obras públicas y acabados pintados.
Los '70 marcaron el inicio de un fuerte crecimiento, que convirtieron la compañía en una multinacional que operaba inicialmente en la Unión Soviética y África. En 1975 Lemminkäinen adquirió la mayoría del interés de la Oy Alfred Palmberg Ab, con la que Lemminkäinen había operado en obras de edificación.
En 1989 fue listada por primera vez en la lista OMX Helsinki Exchange's OTC, y finalmente transferida a la lista oficial de la OMX en 1995.
La reorganización del grupo en las cuatro áreas que abarca entró en vigor el 1 de enero del 2008:
- Edificación.
- Infraestructuras.
- Servicios técnicos para edificación (instalaciones).
- Productos para edificación (materiales).

Las nuevas empresas nacidas para las áreas en la edificación y las infraestructuras son Lemminkäinen Talo Oy y Lemminkäinen Infra Oy.

## Empresas subsidiarias
- Lemcon Ltd.
- Oy Alfred A.
- Palmberg Ab.
- Tekmanni

## Países en los que opera o ha operado
- Argentina
- Brasil
- Canadá
- Dinamarca
- Emiratos Árabes Unidos
- Ecuador
- Egipto
- Estados Unidos
- Estonia
- India
- Irán
- Filipinas
- Finlandia
- Francia
- Gran Bretaña
- Kenia
- Letonia
- Mozambique
- Nigeria
- Noruega
- Panamá
- Pakistán
- Paraguay
- Perú
- Puerto Rico
- República Dominicana
- Rusia
- Singapur
- Suiza
- Sri Lanka
- Tanzania
- Taiwán
- Uruguay
- Venezuela
- Vietnam

(La lista no está completa)

## Enlaces
- Web oficial del Grupo Lemminkäinen (en finés e inglés): https://web.archive.org/web/20180126102001/http://www.lemminkainen.com/">https://web.archive.org/web/20180126102001/http://www.lemminkainen.com/